# Campionati statunitensi di sci alpino 1995
I Campionati statunitensi di sci alpino 1995 si svolsero a Park City e a Snowbasin dal 23 al 27 marzo. Il programma incluse gare di discesa libera, slalom gigante, slalom speciale e combinata, sia maschili sia femminili.
Trattandosi di competizioni valide ai fini del punteggio FIS, vi parteciparono anche sciatori di altre federazioni, senza che questo consentisse loro di concorrere al titolo nazionale statunitense.

## Risultati

### Uomini

#### Discesa libera
| Pos. | Atleta          | Nazione     | Tempo   |
| ---- | --------------- | ----------- | ------- |
| 1    | A J Kitt        | Stati Uniti | 1:32,17 |
| 2    | Craig Thrasher  | Stati Uniti | 1:32,29 |
| 3    | Kyle Rasmussen  | Stati Uniti | 1:33,20 |
| 4    | Jason Rosener   | Stati Uniti | 1:33,48 |
| 5    | Clic Bloomfield | Stati Uniti | 1:33,83 |
| 6    | Reggie Crist    | Stati Uniti | 1:33,95 |
| 7    | Daron Rahlves   | Stati Uniti | 1:34,08 |
| 8    | Chris Puckett   | Stati Uniti | 1:34,18 |
| 9    | Erik Schlopy    | Stati Uniti | 1:34,21 |
| 10   | Jakub Fiala     | Stati Uniti | 1:34,35 |

Data: 23 marzo

Località: Snowbasin

#### Slalom gigante
| Pos. | Atleta          | Nazione     | Tempo   |
| ---- | --------------- | ----------- | ------- |
| 1    | Daron Rahlves   | Stati Uniti | 2:16,85 |
| 2    | Casey Puckett   | Stati Uniti | 2:18,72 |
| 3    | Casey Snyder    | Stati Uniti | 2:18,86 |
| 4    | Kyle Rasmussen  | Stati Uniti | 2:19,06 |
| 5    | Matt Grosjean   | Canada      | 2:19,38 |
| 6    | Carey Forest    | Canada      | 2:19,45 |
| 7    | Briggs Phillips | Stati Uniti | 2:20,26 |
| 8    | Jason Rosener   | Stati Uniti | 2:20,29 |
| 9    | Zachary Crist   | Stati Uniti | 2:20,60 |
| 10   | Wisi Betschart  | Stati Uniti | 2:20,63 |

Data: 25 marzo

Località: Park City

#### Slalom speciale
| Pos. | Atleta          | Nazione     | Tempo   |
| ---- | --------------- | ----------- | ------- |
| 1    | Matt Grosjean   | Stati Uniti | 1:45,71 |
| 2    | Casey Puckett   | Stati Uniti | 1:46,66 |
| 3    | Jeremy Nobis    | Stati Uniti | 1:46,73 |
| 4    | Michael Elvidge | Canada      | 1:48,66 |
| 5    | Justin Yarmark  | Stati Uniti | 1:49,01 |
| 6    | Martin Tichý    | Rep. Ceca   | 1:49,28 |
| 7    | Jimmy Renström  | Svezia      | 1:49,78 |
| 8    | David Viele     | Stati Uniti | 1:50,07 |
| 9    | Nicolas Zoll    | Francia     | 1:50,43 |
| 10   | Jamie Engelking | Stati Uniti | 1:50,77 |

Data: 27 marzo

Località: Park City

#### Combinata
| Pos. | Atleta        | Nazione     |
| ---- | ------------- | ----------- |
| 1    | Casey Puckett | Stati Uniti |
| 2    | ?             | ?           |
| 3    | ?             | ?           |

### Donne

#### Discesa libera
| Pos. | Atleta             | Nazione     | Tempo   |
| ---- | ------------------ | ----------- | ------- |
| 1    | Megan Gerety       | Stati Uniti | 1:38,31 |
| 2    | Shana Sweitzer     | Stati Uniti | 1:38,73 |
| 3    | Hilary Lindh       | Stati Uniti | 1:38,97 |
| 4    | Kathleen Monahan   | Stati Uniti | 1:39,13 |
| 5    | Krista Schmidinger | Stati Uniti | 1:39,44 |
| 6    | Elizabeth Robinson | Stati Uniti | 1:40,08 |
| 7    | Shannon Nobis      | Stati Uniti | 1:40,33 |
| 8    | Kjersti Bjorn-Roli | Stati Uniti | 1:40,93 |
| 9    | Eva Twardokens     | Stati Uniti | 1:41,18 |
| 10   | Ashley Davenport   | Stati Uniti | 1:41,59 |

Data: 23 marzo

Località: Snowbasin

#### Slalom gigante
| Pos. | Atleta           | Nazione     | Tempo   |
| ---- | ---------------- | ----------- | ------- |
| 1    | Heidi Voelker    | Stati Uniti | 1:54,64 |
| 2    | Eva Twardokens   | Stati Uniti | 1:55,81 |
| 3    | Christl Hager    | Stati Uniti | 1:56,40 |
| 4    | Carrie Sheinberg | Stati Uniti | 1:56,99 |
| 5    | Megan Gerety     | Stati Uniti | 1:57,28 |
| 6    | Kristina Koznick | Stati Uniti | 1:57,40 |
| 7    | Kazuko Ikeda     | Giappone    | 1:57,41 |
| 8    | Hilary Lindh     | Stati Uniti | 1:57,49 |
| 9    | Jennifer Collins | Stati Uniti | 1:57,54 |
| 10   | Edith Rozsa      | Canada      | 1:57,66 |

Data: 26 marzo

Località: Park City

#### Slalom speciale
| Pos. | Atleta            | Nazione     | Tempo   |
| ---- | ----------------- | ----------- | ------- |
| 1    | Kristina Koznick  | Stati Uniti | 1:39,36 |
| 2    | Carrie Sheinberg  | Stati Uniti | 1:39,91 |
| 3    | Edith Rozsa       | Canada      | 1:42,38 |
| 4    | Monique Pelletier | Stati Uniti | 1:43,16 |
| 5    | Heidi Voelker     | Stati Uniti | 1:43,48 |
| 6    | Kristi Terzian    | Stati Uniti | 1:43,71 |
| 7    | Eva Twardokens    | Stati Uniti | 1:43,88 |
| 8    | Kathleen Monahan  | Stati Uniti | 1:44,62 |
| 9    | Kazuko Ikeda      | Giappone    | 1:44,63 |
| 10   | Alexandra Shaffer | Stati Uniti | 1:44,68 |

Data: 27 marzo

Località: Park City

#### Combinata
| Pos. | Atleta           | Nazione     |
| ---- | ---------------- | ----------- |
| 1    | Carrie Sheinberg | Stati Uniti |
| 2    | ?                | ?           |
| 3    | ?                | ?           |